# Адзитаровский сельсовет
Адзитаровский сельсовет — муниципальное образование в Кармаскалинском районе Башкортостана. 
Административный центр — село Адзитарово.

## История
Согласно «Закону о границах, статусе и административных центрах муниципальных образований в Республике Башкортостан» имеет статус сельского поселения.

## Население
| 2002  | 2009  | 2010  | 2012  | 2013  | 2014  | 2015  |
| ----- | ----- | ----- | ----- | ----- | ----- | ----- |
| 1454  | ↘1079 | ↗1126 | ↘1079 | ↘1052 | ↘1038 | ↘1035 |
| 2016  | 2017  | 2018  |       |       |       |       |
| ↘1015 | ↘1008 | ↘967  |       |       |       |       |

## Состав сельского поселения
| №  | Населённый пункт | Тип населённого пункта       | Население |
| -- | ---------------- | ---------------------------- | --------- |
| 1  | Адзитарово       | село, административный центр | ↗499      |
| 2  | Никитино         | деревня                      | ↗127      |
| 3  | Тансаитово       | деревня                      | ↗116      |
| 4  | Староянбеково    | деревня                      | ↗92       |
| 5  | Чишма            | деревня                      | ↗84       |
| 6  | Кушкуль          | деревня                      | ↗75       |
| 7  | Сулу-Куак        | деревня                      | ↗44       |
| 8  | Якты-Ялан        | деревня                      | ↗44       |
| 9  | Староалексеевка  | деревня                      | ↗25       |
| 10 | Новоалексеевка   | деревня                      | ↗10       |
| 11 | Елизаветино      | деревня                      | →7        |
| 12 | Яковлевка        | деревня                      | ↘3        |

## Исполнительная власть
Администрация сельского поселения Адзитаровский сельсовет: Россия, 453004, Республика Башкортостан, Кармаскалинский район, с. Адзитарово, Коммунистическая ул., д. 31 в.

## Достопримечательности
Могила почитаемого мусульманами первого муфтия Мухаммеджана Хусаинова, который по рескрипту Екатерины II получил звание «Первого ахуна края».

## Известные уроженцы
- Никифоров, Алексей Фёдорович (4 марта 1915 — 21 марта 1977) — участник Великой Отечественной войны, командир отделения сапёрного взвода 58-го гвардейского кавалерийского полка 16-й гвардейской Черниговской кавалерийской дивизии 7-го гвардейского кавалерийского корпуса 1-го Белорусского фронта, Герой Советского Союза, гвардии старший сержант[14].